# Новая Нелидовка
Но́вая Нели́довка — село в Белгородском районе Белгородской области. Входит в состав Головинского сельского поселения.

## География
Село находится на расстоянии 6 км к юго-востоку от посёлка Майский, административного центра района.

### Часовой пояс
Село Новая Нелидовка, как и вся Белгородская область, находится в часовой зоне МСК (московское время). Смещение применяемого времени относительно UTC составляет +3:00.

## Население
| 2002 | 2010 |
| ---- | ---- |
| 231  | ↗255 |